# Maison Sauvé
La maison Sauvé est maison située à Moret-Loing-et-Orvanne, en France. Elle est classée aux monuments historiques depuis 1911.

## Situation et accès
L'édifice est situé au no 1 de la rue du Port, sur la rive gauche de la rivière du Loing, entre la porte de Paris et la poterne de l'Abreuvoir, dans le centre-ville de Moret-sur-Loing (commune déléguée de Moret-Loing-et-Orvanne). Plus largement, il se trouve dans le département de Seine-et-Marne, en région Île-de-France.

## Histoire
Cette maison est construit au XVIIIe siècle pour le barbier Sauvé. La maison originelle est soufflée lors de l'explosion du pont durant la Seconde Guerre mondiale. La maison en place est restaurée en 2016, peu avant les inondations de cette année-là par la SARL d'architecture A&M Patrimoine,. Depuis, elle accueille le restaurant La Poterne avec une cuisine qui « se veut simple et familiale ».

## Structure
En encorbellement, la maison est en pans de bois.

## Statut patrimonial et juridique
La maison fait l’objet d’un classement au titre des monuments historiques par arrêté du 9 mai 1911, en tant que propriété privée.